# 普通自動車
普通自動車（ふつうじどうしゃ）は、日本における自動車の区分のひとつ。略称は普通車。

## 概要
法的区分として、運転免許制度（道路交通法）におけるものと、道路運送車両法におけるものがある。

### 運転免許制度上の区分
車両総重量3,500 kg 未満、最大積載量2,000 kg未満および乗車定員10人以下の条件を全て満たす自動車で、大型特殊自動車、自動二輪車（特定二輪車を含む）、小型特殊自動車のいずれにも該当しないものを指す。
普通自動車免許、普通自動車第二種免許（以下それぞれ「普通免許」「普通第二種免許」と略記）、準中型自動車免許（以下「準中型免許」と略記）、中型自動車免許、中型自動車第二種免許（以下それぞれ「中型免許」「中型第二種免許」と略記）、大型自動車免許、大型自動車第二種免許（以下それぞれ「大型免許」「大型第二種免許」と略記）の運転免許で運転できる。

### 道路運送車両法上の区分
狭義上、「小型自動車、軽自動車、大型特殊自動車及び小型特殊自動車以外の自動車」とされている。そのため、運転免許制度上の区分では大型自動車および中型自動車に分類されるトラックやバスも、普通自動車として扱われる。なお、ナンバープレートで地名の横に書かれている1桁から3桁の分類番号の上1桁目で、普通乗用自動車のことを「3ナンバー車」、普通貨物自動車（トラック、バン）のことを「1ナンバー車」、普通乗合自動車（バス）のことを「2ナンバー車」と呼ぶことが多い。
その他、道路運送車両法上の区分詳細は同項目を参照。

### 法令改正による変更
運転免許制度の改正により、以下の変更が行われた。
- 1956年（昭和31年）8月1日 - 普通自動車免許を大型自動車免許と普通自動車免許に分離する。普通自動車のうち乗車定員11名以上の自動車及び最大積載量が5,000 kg以上の貨物自動車は普通免許で運転することができなくなった。このとき普通免許を所持していた者は第二種運転免許の新設と合わせて大型二種免許に免許区分が変更された[1]。
- 1960年（昭和35年）12月20日 - 道路交通法施行規則が施行され、大型自動車の区分が新設される。大型自動車免許で運転できる自動車が車両総重量8,000 kg以上、最大積載量5,000 kg以上、乗車定員30名以上に変更されたため、普通自動車免許で運転できる自動車が車両総重量8,000 kg未満、最大積載量5,000 kg未満、乗車定員が29名以下となる。小型自動四輪車免許が普通自動車免許に統合される（ただし審査を受けなければ「普通車は小型自動四輪車に限る」の条件が付与される。昭和35年12月3日公布）。
- 1970年（昭和45年）8月20日 - 道路交通法施行規則改正により、普通免許で運転できる乗車定員が10名以下に変更される。このときマイクロバスを運転していた者は、マイクロバスが運転できる運転免許の区分が、普通自動車免許から大型自動車免許に変更されたため、大型自動車マイクロバス限定免許の試験が、運転免許試験場において6か月間だけ行われた。
- 2007年（平成19年）6月2日 - 中型自動車免許制度の新設により、従来の車両総重量8,000 kg未満、最大積載量5,000 kg未満、乗車定員10人以下から車両総重量5,000 kg未満、最大積載量3,000 kg未満、乗車定員10人以下へと変更された。この改正の前に交付された普通自動車免許は、改正後は「車両総重量8,000 kg未満、最大積載量5,000 kg未満、乗車定員10人以下」限定の中型自動車免許を取得していると見なされ、運転免許証更新時に『運転の条件』が付記され、8トン限定付きの中型自動車免許を所持しているのと同じ効力を持つ運転免許証に更新された。すなわち、改正後も新たに免許を取得する事なく、改正前の普通自動車免許で運転出来た自動車を、そのまま運転出来る。
- 2008年（平成20年）6月1日 - それまで努力義務だった助手席以外の同乗者において、シートベルトの着用が義務付けられた。普通自動車免許に限り、聴覚障害者でも取得が可能になった。ただし、車両の前後に『聴覚障害者標識』を表示する事と、ワイドミラーの取り付けが『免許の条件』で義務付けられている。また、通常下位車種に当たる原動機付自転車を運転することが出来ない。なお、『聴覚障害者標識』を表示した車両に割り込みや幅寄せをすると、違反点数1点、反則金5,000円が科せられる。
- 2017年（平成29年）3月12日 - 準中型自動車免許制度の新設により、従来の車両総重量5,000 kg未満、最大積載量3,000 kg未満、乗車定員10人以下から現行区分へ変更された。この改正前に取得した普通自動車免許については、改正後は「車両総重量5,000 kg未満、最大積載量3,000 kg未満、乗車定員10人以下」限定の準中型免許（二種の場合は中型二種免許）を取得しているものと見なされ、改正以前の普通自動車免許と同じ範囲内の自動車をそのまま運転可能である。

税制面では1989年（平成元年）の改正で、乗用車の物品税が廃止され、消費税の導入と共に自動車税も排気量を基準に改められ、小型自動車との区分けが無くなった。

## 免許制度
運転免許は1903年（明治36年）に愛知県で乗合自動車営業取締規則が制定された。1907年（明治40年）に自家用の運転免許は警視庁自動車取締規則のみであり、乗務員が対象であったため、運転手と車掌の免許しかなかった。すべて木製である。
1946年（昭和21年）に戦時中の特例処置として行われていた免許年齢の引き下げが解除され、普通自動車が18歳、小型自動車が16歳となり、普通自動車免許、小型自動車免許（四輪は小型自動四輪車を経て1960年（昭和35年）の道路交通法施行時に普通自動車に統合。（ただし、審査をしなければ普通車は小型自動四輪車に限るの条件あり。→限定免許#審査未済を参照）二輪は現在の大型二輪免許、普通二輪免許）が設置された。1949年（昭和24年）からは戦後の復興期とも重なり前二輪により操行する乗用・貨物自動車で、これ以外に小型自動四輪車と軽自動二輪車が運転できた。1952年（昭和27年）には軽自動車免許が設置されたものの1968年（昭和43年）に統合されほぼ現行の区分となった。
普通自動車免許の取得年齢の下限が18歳の理由は、高校卒業以降の18歳は、自動車保険や事故に責任を持つことができ、道路標識や交通規則、危険予測の判断もでき、車の構造上、運転席から運転操作をできる体格に合うサイズで、試行錯誤の減少、急がば回れのような慎重な判断ができ、内容全体を見る考え方、何をやりたいのかがわかる新たな知識が増え、思考力も増え、新たな判断力も増え、統一するための決断速度が速く、立派な社会人として自立して行動できるからである。
もし、17歳では、高校卒業の1年前で、まだ勉強不足の点があり、衝動的な行動や未熟な判断が残っており、責任能力が不十分で、社会人として自立できる1年前で、四輪車は大きな道具で、事故率を高めるリスクの可能性があり、17歳では、近道に見えるが、実は急がば回れの無視になり、近道で行うことにより、かえって思いがけない災難、災いにつながるので、これを抑制し、高校卒業以降の18歳が、急がば回れのように、遠回りの道になり、安全性の確保があり、目的地にたどり着ける。

## かつての普通自動車免許
1956年（昭和31年）8月1日から中型免許制度が新設される前までに受けた普通免許（現・8t限定中型免許）では、4トン積みクラスの中型トラックも運転できるが、全長約4,500 mm、全幅約1,695 mmの教習車でしか教習しておらず、全長7m超え、全幅2m超えの車両を免許を取得したその日に運転できるほど容易なものではない（これが中型免許制度の新設につながったきっかけのひとつである）。もっとも、車体寸法に規制はないので、マイクロバスをベースにしたキャンピングカーなど大きさのある車でも、中型免許創設以降も普通自動車に分類される。

## 貨物車の運転
軽貨物自動車や、最大積載量1t未満の4ナンバー小型貨物自動車、最大積載量400kg程度の1ナンバーピックアップトラック（例：トヨタ・ハイラックス、三菱・トライトン）は新普通免許で運転できるが、4ナンバー小型貨物自動車であっても1.25トン積～1.5t積は車両総重量が3.5トン以上の車両は基本的には準中型5トン限定免許以上でないと運転できず、2017年改正後の普通免許では運転できない。トヨタ自動車、日野自動車、いすゞ自動車、三菱ふそうトラック・バスでは、カタログのスペック表に車型別の対応免許を記載している（例：トヨタ・ダイナ、日野・デュトロ、いすゞ・エルフ、三菱ふそう・キャンターなど）。
2024年11月現在で販売されている車種を例にすると、トヨタ・ダイナ1t積系シリーズでは、4ナンバー平積タイプは1.25トン積～1.5t積とラインナップを揃えているが、ガソリン車が車両総重量3.5トン未満（改正後普通免許可）、ディーゼル車（兄弟車の日野・デュトロ）が車両総重量3.5トン超（準中型5トン限定免許以上）となり、エンジン仕様で運転可能免許が分かれる。いすゞ・エルフ（OEMである日産・アトラス、マツダ・タイタン、UD・カゼット)も含む）と三菱ふそう・キャンターは4ナンバー1.5t積も設定しているが、車両総重量3.5トン超（準中型5トン限定免許以上）となるため、改正後の普通免許では運転できない。2024年11月現在の時点においてユーザーが新車で購入可能且つ運転可能な改正後普通免許対応の4ナンバー小型トラック（軽トラックは除く）は、ガソリン車がトヨタ・ダイナ（1.25トン積シングルキャブのガソリン車、および1トン積ダブルキャブのガソリン車の各ジャストロー〈超低床式・後輪小径ダブルタイヤ〉仕様）が、ディーゼル車はいすゞ・エルフミオ（OEMの日産・アトラス（1.3トン積の普通免許対応モデル）、マツダ・タイタンLHR）がそれぞれ該当している。
1ナンバー車の内、トヨタ・ハイエース(OEMのマツダ・ボンゴブローニイ)、トヨタ・ハイラックス、日産・キャラバン(OEMのいすゞ・コモ)、三菱・トライトンは車両総重量3.5トン未満となるため、改正後の普通免許での運転が可能である。
改正後の普通免許で運転できる車種であっても、オプションの装備、箱車（有蓋車）やパワーゲート等の装備の架装で車両総重量が変動する。特装車の車両総重量によっては準中型5トン限定免許以上の運転免許が必要となるため、実車の車検証で確認する必要がある。
2024年11月現在新車として販売されている車種で、新普通免許で運転可能な1ナンバー登録車・4ナンバー登録車の車種は以下の通り（ただしトヨタ・プロボックスや日産・AD、マツダ・ファミリアバンなどボンネットタイプのライトバンは除く）。
- トヨタ・ダイナ（1.25トン積のシングルキャブガソリン車、および1トン積のダブルキャブガソリン車の各ジャストロー〈超低床式・後輪小径ダブルタイヤ〉仕様のみ）
- トヨタ・ハイラックス
- トヨタ・ハイエース/マツダ・ボンゴブローニイ
- ダイハツ・グランマックス/トヨタ・タウンエース/マツダ・ボンゴ（ただし、トラックに関しては諸般の事情により2024年1月16日付を以って型式取り消しとなったため、事実上の販売終了となった）
- 日産・キャラバン/いすゞ・コモ
- 日産・NV200バネット
- 三菱・トライトン
- 日野・デュトロZ EV ※業務用専用電気自動車
- いすゞ・エルフミオ/エルフミオEV（エルフミオEVはリース専用電気自動車）/マツダ・タイタンLHR/日産・アトラス（1.3トン積の普通免許対応モデルのみ）

2024年11月現在発売されている車種で、新普通免許で運転不可の4ナンバー登録車の車種は以下の通り（ただし最大積載量2t未満の車種に限る）。
- 日野・デュトロ/トヨタ・ダイナ（デュトロは上記のデュトロZ EVを除く全車型、ダイナはディーゼル車の全車型）
- いすゞ・エルフ/マツダ・タイタン/日産・アトラス/UD・カゼット（このうち、エルフは上記のエルフミオ/エルフミオEVを除く全車型、タイタンは上記のLHRを除く全車型、アトラスは上記の1.3トン積の普通免許対応モデルを除く全車型）
- 三菱ふそう・キャンター（全車型）

## 高速道路料金区分における普通車
高速道路の料金区分における「普通車」は道路交通法における普通自動車という意味ではなく、高速道路独自の区分によるものである。
高速道路によって料金区分が異なるが基本的には次の車両が普通車となる。
- 小型自動車（三輪自動車含む）
- 普通乗用自動車